# Charterginus weyrauchi
Charterginus weyrauchi är en getingart som beskrevs av Richards 1978. Charterginus weyrauchi ingår i släktet Charterginus och familjen getingar. Inga underarter finns listade i Catalogue of Life.